# Брылякова, Евдокия Ефимовна
Евдоки́я Ефи́мовна Брыляко́ва (1903, Орловский уезд, Вятская губерния — 8 марта 1981) — советский работник здравоохранения, организатор и главный врач районной больницы Кыласовского района Пермской области в 1929—1962 годах; Заслуженный врач РСФСР (1948), депутат Верховного Совета РСФСР 3-го созыва.

## Биография
Родилась в 1903 году в деревне Курень в бедной крестьянской семье.
В 1921 году поступила на медицинский факультет Уральского государственного университета в  Свердловске, окончила медицинский факультет Пермского университета.
В 1923 году начала работать медсестрой детской областной больницы.
С 1925 года — на хозяйственной, общественной и политической работе. Член ВКП(б).
В 1929—1962 годах — врач в Кунгуре.
Организатор и главный врач районной больницы — получив в 1929 году — в 26 лет — в заведование Кыласовский участок, начав с организации больницы на 10 коек в с. Кыласово Кунгурского района Молотовской области, вывела её в число лучших в Пермской области.
В годы Великой Отечественной войны была мобилизована в ряды Красной Армии, начальник эвакогоспиталей № 3788 и 5937 в с. Кыласово, одновременно по совместительству в своей больнице вела акушерскую патологию и экстренную хирургию. Подготовила три выпуска медицинских сестёр.
После войны — вновь главный врач Кыласовской сельской больницы.
В 1950-е годы сельская больница обслуживала 12000 населения, представляла собой два здания стационара площадью более 700 кв.м. на 60 коек, здание амбулатории и лаборатории площадью 265 кв.м., отдельное здание пищеблока, четыре здания для квартир сотрудников с площадью 486 кв.м.
Избиралась депутатом Верховного Совета РСФСР 3-го созыва (1951—1955). Неоднократно избиралась депутатом областного Совета, райсовета и сельсовета.
В 1962 году вышла на пенсию, но ещё долгое время продолжала врачебную деятельность.
Умерла в 1981 году.
Выйдя замуж в 25 лет, только три года прожила с мужем, который умер в 1930 году, жила одна, однако, воспитала 4 приемных детей, все они получили высшее медицинское образование.

## Награды
- орден Трудового Красного Знамени (1951)
- медали:
  - «За победу над Германией»
  - «За доблестный труд в Великой Отечественной войне 1941—1945 гг.»
  - «Ветеран труда»
  - «В ознаменование 100-летия со дня рождения Владимира Ильича Ленина»
- значок «Отличник здравоохранения»
- знак «Победитель социалистического соревнования» (1973).
- Почётные грамоты, в том числе:
  - Почётная грамота с занесением в Книгу Почёта медицинских работников Молотовской области, особо отличившихся в годы Великой Отечественной войны (5.11.1943)[4].

## Память
Одна из улиц села Кыласово названа улицей Брыляковой.

Чтобы описать трудовой подвиг этой женщины, не хватит и нескольких экземпляров газет.— Есть женщины в нашем селении // Кыласово-Информ: газета Кыласовского сельского поселения. — 2016. — № 3 (март).

## Комментарии
1. ↑  Деревня Курень, относившаяся к Верхошижемской волости Орловского уезда, в последующем входила в состав Верхошижемского сельсовета Верхошижемского района Кировской области; упразднена 27.11.1969[1].